# Multiphonic
Een multiphonic (uit het Engels: meerklank, ook wel multifone klank genoemd, echter niet te verwarren met polyfonie) is een speciaal soort combinatie van tonen, meestal op een blaasinstrument of snaarinstrument. Door bepaalde extended technique-grepen toe te passen in combinatie met overblaastechnieken of gelijktijdig keelzingen of grommen kan meer dan één toon tegelijk worden geproduceerd, als een soort akkoord. De klanken die ontstaan zijn niet puur, maar een vermenging van grondtonen en boventonen en interferentie.
Multiphonics worden doorgaans genoteerd door bij het klinkende 'akkoord' de grepen te zetten die gespeeld dienen te worden om de gewenste klank tot stand te brengen. Indien geen exacte toonhoogten zijn gewenst, noteert een componist soms clusters met een bepaalde ambitus.
Multiphonics kunnen tevens gecombineerd worden met andere speeltechnieken, zoals de flatterzunge, glissando en tremolo.

## Hoe ontstaan multiphonics
In het algemeen bestaat een gespeelde toon op een blaasinstrument uit de grondtoon (de toon die normaliter wordt waargenomen wanneer een toon normaal gespeeld wordt), plus een aantal boventonen, die we normaliter niet afzonderlijk waarnemen. (We horen enkel de grondtoon als toonhoogte). De boventonen hebben frequenties die een veelvoud zijn van de grondtoon, aliquoten. Ze versmelten in het oor gemakkelijk als klank met de grondtoon, en zijn daardoor vaak niet individueel hoorbaar als losse klank. Slechts de pure sinustoon heeft geen boventonen.
Door de luchtstroom te controleren en de vorm van de luchtkolom (door de grepen of klepposities te veranderen, bijvoorbeeld half indrukken, of een gat half afdekken) kan de speler twee waarneembaar verschillende (grond)tonen tegelijk produceren die niet tot dezelfde harmonische reeks behoren, en die we derhalve als twee verschillende tonen tegelijk waarnemen als luisteraar. Deze verschillende en gelijktijdige tonen hebben voorts de eigenschap om met elkaar te interfereren, elkaar te versterken en som- en verschiltonen te produceren, waardoor de klank een complex karakter krijgt. Op de meeste blaasinstrumenten met gaten of kleppen zijn zo combinaties te maken van tot wel 4 verschillende tonen tegelijk.

## Snaarinstrumenten
Op een snaarinstrument zijn ook multiphonics mogelijk, door twee snaarhelften met verschillende lengte te kiezen met de vinger en deze als flageolet te spelen.
Op een piano is deze techniek ook toepasbaar, wanneer men met de vinger of met hulpmiddelen (zie ook 'prepared piano') de snaren op verschillende afstanden onderbreekt en vervolgens bespeelt. Dit verschijnsel is duidelijker hoorbaar bij de verwante elektrische geprepareerde gitaar of 3rd bridge-gitaar, omdat hier door versterking en oversturing (overdrive, niet distortion of fuzz, want dan vervalt de resonerende complementaire toon grotendeels en hoor je slechts de overeenkomstige boventoon) de samenklank beter uitgebalanceerd en benadrukt kunnen worden. Glenn Branca was een van de eersten die zich toelegde op deze werkmethode, waar later vooral Sonic Youth bekend mee zou worden.